# 114
114 (CXIV) var ett normalår som började en söndag i den julianska kalendern.

## Händelser

### Okänt datum
- En triumfbåge reses i Benevento.
- Kungariket Osroene blir vasallstat till det Romerska riket.
- Trajanus besegrar återigen parterna samt invaderar Armenien och norra Mesopotamien.
- Sedecion efterträds av Diogenes som patriark av Konstantinopel.
- Den östkinesiska Handynasins Yuanchu-era inleds.